# Pliomelaena luzonica
Pliomelaena luzonica är en tvåvingeart som beskrevs av Hardy 1974. Pliomelaena luzonica ingår i släktet Pliomelaena och familjen borrflugor. Inga underarter finns listade i Catalogue of Life.